# 1494 az irodalomban
Az 1494. év az irodalomban.

## Születések
- november 5. – Hans Sachs korai újkori német mesterdalnok, költő, drámaíró († 1576)
- 1494 körül (vagy 1483) – François Rabelais, a legnagyobb francia reneszánsz író († 1553)
- 1494 körül – Fuzúli azerbajdzsáni származású oszmán-török költő, a diván-költészet egyik legismertebb alakja, aki az azeri török mellett perzsául, oszmán-törökül és arabul is írt († 1556)
- 1491 és 1494 között[1] (vagy 1484?) – William Tyndale angol bibliafordító, „az angol próza egyik legnagyobb művésze”[2] († 1536)

## Halálozások
- szeptember 24. vagy 29. – Angelo Poliziano olasz, latin és görög nyelven alkotó reneszánsz polihisztor, költő, drámaíró (* 1454)[3]
- november 17. – Giovanni Pico della Mirandola itáliai reneszánsz humanista gondolkodó, filozófus (* 1463)
- december 19. – Matteo Maria Boiardo itáliai reneszánsz költő, fordító, az Inamoramento de Orlando (A szerelmes Orlando) című verses lovagregény szerzője (* 1440) vagy 1441